# Raamzeil
Een raamzeil is een doek van polyvinylchloride voorzien van transparante folie dat gebruikt kan worden voor het afdichten van bijvoorbeeld veranda's, overkappingen, terrassen en balkons.
De functie van raamzeilen is voornamelijk het afschermen tegen regen of wind, of ter uitbreiding van de leefruimte rondom een huis.